# Ораниемунд (окръг)
Окръг Ораниемунд със своите 6897 жители е най-малкият от 6-те административни окръзи на южния намибийски регион Карас. Окръжен град и административен център е град Ораниемунд. В общи линии територията му обхваща северното поречие на Оранжевата река до границата с Република Южна Африка.
Окръгът граничи на юг с РЮА и с окръзите Карасбург на запад, Берсеба на север и Людериц на изток.